# Маленькая стеклянная бутылка
«Маленькая стеклянная бутылка» (англ. The Little Glass Bottle) — детский рассказ Говарда Лавкрафта, написанный им в 1898 — 1899 годах, возможно под влиянием «Рукописи, найденной в бутылке» Эдгара По; и впервые опубликованный в 1959 году, уже после смерти автора. Иллюстрацией к рассказу служит небольшая примитивная карта, нарисованная самим автором. Лавкрафт называл этот рассказ «наивным покушением на юмор».

## Сюжет
История начинается с того что Уильям Джонс, капитан маленького кат-бота, замечает в воде бутылку из под рома, и в порыве любопытства тянет за ней руку. В бутылке он находит таинственное послание, датируемое 1864 годом.
Я Джон Джонс тот кто пишет это письмо мой корабль быстро тонет с сокровищами на борту где Я отмечено на вложенной карте
Капитан Уильям Джонс, одержимый жаждой приключений, отправляется в то место, на которое указывала карта, и находит там новое послание в железной бутылке, на этот раз датируемое 1880 годом.
Глубокоуважаемый Искатель простите меня за практическую шутку что Я над вами сыграл но так вам и надо что вы нашли ничто в ходе своих дурацких действий —
Выходит, что таинственный некто непонятно с какой целью разыграл капитана странным, запутанным способом. Но это ещё не всё.
Впрочем я покрою ваши расходы до и из того места где вы нашли бутылку Я думаю это будет $25.0.00 так что вы найдёте эту сумму в Железной коробке я знаю где вы нашли бутылку потому что я кладу эту бутылку здесь и железную коробку а потом найду хорошее место чтобы положить вторую бутылку надеюсь что вложенные деньги покроют ваши расходы на этом всё —Аноним".
В железной коробке оказалась заявленная сумма, и, действительно, это покрыло все расходы. В финале рассказа автор выражает сомнение в том, что капитан со своей командой когда-либо снова пустится в подобную авантюру.
но я как-то сомневаюсь что теперь они когда-нибудь отправятся в таинственное место направляемые таинственной бутылкой.